# David di Donatello per il miglior film
Il David di Donatello per il miglior film è un premio cinematografico assegnato annualmente nell'ambito dei David di Donatello, a partire dall'edizione del 1970, con l'eccezione dell'edizione del 1980.

## Vincitori e candidati
I vincitori sono indicati in grassetto.

### Anni 1970-1979
- 1970: 
  - Indagine su un cittadino al di sopra di ogni sospetto, regia di Elio Petri (ex aequo)
  - Metello, regia di Mauro Bolognini (ex aequo)
- 1971: 
  - Il conformista, regia di Bernardo Bertolucci (ex aequo)
  - Il giardino dei Finzi Contini, regia di Vittorio De Sica (ex aequo)
  - Waterloo (Waterloo), regia di Sergej Bondarchuk (ex aequo)
- 1972:
  - La classe operaia va in paradiso, regia di Elio Petri (ex aequo)
  - Questa specie d'amore, regia di Alberto Bevilacqua (ex aequo)
- 1973: 
  - Alfredo Alfredo, regia di Pietro Germi (ex aequo)
  - Ludwig, regia di Luchino Visconti (ex aequo)
- 1974: 
  - Amarcord, regia di Federico Fellini (ex aequo)
  - Pane e cioccolata, regia di Franco Brusati (ex aequo)
- 1975: 
  - Fatti di gente perbene, regia di Mauro Bolognini (ex aequo)
  - Gruppo di famiglia in un interno,  regia di Luchino Visconti (ex aequo)
- 1976: 
  - Cadaveri eccellenti, regia di Francesco Rosi
- 1977: 
  - Il deserto dei Tartari, regia di Valerio Zurlini (ex aequo)
  - Un borghese piccolo piccolo, regia di Mario Monicelli (ex aequo)
- 1978: 
  - Il prefetto di ferro, regia di Pasquale Squitieri (ex aequo)
  - In nome del Papa Re, regia di Luigi Magni (ex aequo)
- 1979: 
  - Cristo si è fermato a Eboli, regia di Francesco Rosi (ex aequo)
  - Dimenticare Venezia, regia di Franco Brusati (ex aequo)
  - L'albero degli zoccoli, regia di Ermanno Olmi (ex aequo)

### Anni 1980-1989
- 1980: non assegnato
- 1981:
  - Ricomincio da tre, regia di Massimo Troisi
  - Tre fratelli, regia di Francesco Rosi
  - Passione d'amore, regia di Ettore Scola
- 1982:
  - Borotalco, regia di Carlo Verdone
  - Storie di ordinaria follia, regia di Marco Ferreri
  - Il marchese del Grillo, regia di Mario Monicelli
- 1983:
  - La notte di San Lorenzo, regia di Paolo e Vittorio Taviani
  - Il mondo nuovo, regia di Ettore Scola
  - Colpire al cuore, regia di Gianni Amelio
- 1984:
  - Ballando ballando, regia di Ettore Scola (ex aequo)
  - E la nave va, regia di Federico Fellini (ex aequo)
  - Mi manda Picone, regia di Nanni Loy
- 1985:
  - Carmen, regia di Francesco Rosi
  - Uno scandalo perbene, regia di Pasquale Festa Campanile
  - Kaos, regia di Paolo e Vittorio Taviani
- 1986:
  - Speriamo che sia femmina, regia di Mario Monicelli
  - Ginger e Fred, regia di Federico Fellini
  - La messa è finita, regia di Nanni Moretti
- 1987:
  - La famiglia, regia di Ettore Scola
  - Regalo di Natale, regia di Pupi Avati
  - Storia d'amore, regia di Francesco Maselli
- 1988:
  - L'ultimo imperatore, regia di Bernardo Bertolucci
  - Intervista, regia di Federico Fellini
  - Oci ciornie, regia di Nikita Sergeevič Michalkov
- 1989:
  - La leggenda del santo bevitore, regia di Ermanno Olmi
  - Nuovo Cinema Paradiso, regia di Giuseppe Tornatore
  - Francesco, regia di Liliana Cavani

### Anni 1990-1999
- 1990:
  - Porte aperte, regia di Gianni Amelio
  - Palombella rossa, regia di Nanni Moretti
  - La voce della Luna, regia di Federico Fellini
  - Il male oscuro, regia di Mario Monicelli
  - Storia di ragazzi e di ragazze, regia di Pupi Avati
- 1991:
  - Mediterraneo, regia di Gabriele Salvatores (ex aequo)
  - Verso sera, regia di Francesca Archibugi (ex aequo)
  - La stazione, regia di Sergio Rubini
  - La casa del sorriso, regia di Marco Ferreri
  - Il portaborse, regia di Daniele Luchetti
- 1992:
  - Il ladro di bambini, regia di Gianni Amelio
  - Il muro di gomma, regia di Marco Risi
  - Maledetto il giorno che t'ho incontrato, regia di Carlo Verdone
- 1993:
  - Il grande cocomero, regia di Francesca Archibugi
  - La scorta, regia di Ricky Tognazzi
  - Jona che visse nella balena, regia di Roberto Faenza
- 1994
  - Caro diario, regia di Nanni Moretti
  - Per amore, solo per amore, regia di Giovanni Veronesi
  - Perdiamoci di vista, regia di Carlo Verdone
- 1995
  - La scuola, regia di Daniele Luchetti
  - L'amore molesto, regia di Mario Martone
  - Il postino, regia di Michael Radford
- 1996
  - Ferie d'agosto, regia di Paolo Virzì
  - Celluloide, regia di Carlo Lizzani
  - Io ballo da sola, regia di Bernardo Bertolucci
  - L'uomo delle stelle, regia di Giuseppe Tornatore
- 1997
  - La tregua, regia di Francesco Rosi
  - Il ciclone, regia di Leonardo Pieraccioni
  - Marianna Ucrìa, regia di Roberto Faenza
  - La mia generazione, regia di Wilma Labate
  - Nirvana, regia di Gabriele Salvatores
- 1998
  - La vita è bella, regia di Roberto Benigni
  - Ovosodo, regia di Paolo Virzì
  - Aprile, regia di Nanni Moretti
- 1999
  - Fuori dal mondo, regia di Giuseppe Piccioni
  - La leggenda del pianista sull'oceano, regia di Giuseppe Tornatore
  - L'assedio, regia di Bernardo Bertolucci

### Anni 2000-2009
- 2000
  - Pane e tulipani, regia di Silvio Soldini
  - Canone inverso, regia di Ricky Tognazzi
  - Garage Olimpo, regia di Marco Bechis
- 2001
  - La stanza del figlio, regia di Nanni Moretti
  - I cento passi, regia di Marco Tullio Giordana
  - L'ultimo bacio, regia di Gabriele Muccino
- 2002
  - Il mestiere delle armi, regia di Ermanno Olmi
  - Brucio nel vento, regia di Silvio Soldini
  - Luce dei miei occhi, regia di Giuseppe Piccioni
- 2003
  - La finestra di fronte, regia di Ferzan Özpetek
  - L'imbalsamatore, regia di Matteo Garrone
  - L'ora di religione, regia di Marco Bellocchio
  - Respiro, regia di Emanuele Crialese
  - Ricordati di me, regia di Gabriele Muccino
- 2004
  - La meglio gioventù, regia di Marco Tullio Giordana
  - Buongiorno, notte, regia di Marco Bellocchio
  - Che ne sarà di noi, regia di Giovanni Veronesi
  - Io non ho paura, regia di Gabriele Salvatores
  - Non ti muovere, regia di Sergio Castellitto
- 2005
  - Le conseguenze dell'amore, regia di Paolo Sorrentino
  - Certi bambini, regia di Andrea e Antonio Frazzi
  - Le chiavi di casa, regia di Gianni Amelio
  - Cuore sacro, regia di Ferzan Özpetek
  - Manuale d'amore, regia di Giovanni Veronesi
- 2006
  - Il caimano, regia di Nanni Moretti
  - Il mio miglior nemico, regia di Carlo Verdone
  - Notte prima degli esami, regia di Fausto Brizzi
  - Romanzo criminale, regia di Michele Placido
  - La terra, regia di Sergio Rubini
- 2007
  - La sconosciuta, regia di Giuseppe Tornatore
  - Anche libero va bene, regia di Kim Rossi Stuart
  - Centochiodi, regia di Ermanno Olmi
  - Mio fratello è figlio unico, regia di Daniele Luchetti
  - Nuovomondo, regia di Emanuele Crialese
- 2008
  - La ragazza del lago, regia di Andrea Molaioli
  - Caos calmo, regia di Antonello Grimaldi
  - Giorni e nuvole, regia di Silvio Soldini
  - La giusta distanza, regia di Carlo Mazzacurati
  - Il vento fa il suo giro, regia di Giorgio Diritti
- 2009
  - Gomorra, regia di Matteo Garrone
  - Il divo, regia di Paolo Sorrentino
  - Ex, regia di Fausto Brizzi
  - Tutta la vita davanti, regia di Paolo Virzì
  - Si può fare, regia di Giulio Manfredonia

### Anni 2010-2019
- 2010
  - L'uomo che verrà, regia di Giorgio Diritti
  - Baarìa, regia di Giuseppe Tornatore
  - La prima cosa bella, regia di Paolo Virzì
  - Mine vaganti, regia di Ferzan Özpetek
  - Vincere, regia di Marco Bellocchio
- 2011
  - Noi credevamo, regia di Mario Martone
  - Basilicata coast to coast, regia di Rocco Papaleo
  - Benvenuti al Sud, regia di Luca Miniero
  - La nostra vita, regia di Daniele Luchetti
  - Una vita tranquilla, regia di Claudio Cupellini
- 2012
  - Cesare deve morire, regia di Paolo e Vittorio Taviani
  - Habemus Papam, regia di Nanni Moretti
  - Romanzo di una strage, regia di Marco Tullio Giordana
  - Terraferma, regia di Emanuele Crialese
  - This Must Be the Place, regia di Paolo Sorrentino
- 2013
  - La migliore offerta, regia di Giuseppe Tornatore
  - Diaz - Don't Clean Up This Blood, regia di Daniele Vicari
  - Educazione siberiana, regia di Gabriele Salvatores
  - Io e te, regia di Bernardo Bertolucci
  - Viva la libertà, regia di Roberto Andò
- 2014
  - Il capitale umano, regia di Paolo Virzì
  - La grande bellezza, regia di Paolo Sorrentino
  - La mafia uccide solo d'estate, regia di Pierfrancesco Diliberto
  - La sedia della felicità, regia di Carlo Mazzacurati
  - Smetto quando voglio, regia di Sydney Sibilia
- 2015
  - Anime nere, regia di Francesco Munzi
  - Hungry Hearts, regia di Saverio Costanzo
  - Il giovane favoloso, regia di Mario Martone
  - Mia madre, regia di Nanni Moretti
  - Torneranno i prati, regia di Ermanno Olmi
- 2016
  - Perfetti sconosciuti, regia di Paolo Genovese
  - Fuocoammare, regia di Gianfranco Rosi
  - Il racconto dei racconti - Tale of Tales, regia di Matteo Garrone
  - Non essere cattivo, regia di Claudio Caligari
  - Youth - La giovinezza, regia di Paolo Sorrentino
- 2017
  - La pazza gioia, regia di Paolo Virzì
  - Fai bei sogni, regia di Marco Bellocchio
  - Fiore, regia di Claudio Giovannesi
  - Indivisibili, regia di Edoardo De Angelis
  - Veloce come il vento, regia di Matteo Rovere
- 2018
  - Ammore e malavita, regia di Manetti Bros.
  - A Ciambra, regia di Jonas Carpignano
  - Gatta Cenerentola, regia di Alessandro Rak, Ivan Cappiello, Marino Guarnieri, Dario Sansone
  - La tenerezza, regia di Gianni Amelio
  - Nico, 1988, regia di Susanna Nicchiarelli
- 2019
  - Dogman, regia di Matteo Garrone
  - Chiamami col tuo nome (Call Me by Your Name), regia di Luca Guadagnino
  - Euforia, regia di Valeria Golino
  - Lazzaro felice, regia di Alice Rohrwacher
  - Sulla mia pelle, regia di Alessio Cremonini

### Anni 2020-2029
- 2020
  - Il traditore, regia di Marco Bellocchio
  - Il primo re, regia di Matteo Rovere
  - La paranza dei bambini, regia di Claudio Giovannesi
  - Martin Eden, regia di Pietro Marcello
  - Pinocchio, regia di Matteo Garrone
- 2021[1]
  - Volevo nascondermi, regia di Giorgio Diritti
  - Favolacce, regia di Fabio e Damiano D'Innocenzo
  - Hammamet, regia di Gianni Amelio
  - Le sorelle Macaluso, regia di Emma Dante
  - Miss Marx, regia di Susanna Nicchiarelli
- 2022
  - È stata la mano di Dio, regia di Paolo Sorrentino
  - Ariaferma, regia di Leonardo Di Costanzo
  - Ennio, regia di Giuseppe Tornatore
  - Freaks Out, regia di Gabriele Mainetti
  - Qui rido io, regia di Mario Martone
- 2023
  - Le otto montagne, regia di Felix Van Groeningen e Charlotte Vandermeersch
  - Esterno notte, regia di Marco Bellocchio
  - Il signore delle formiche, regia di Gianni Amelio
  - La stranezza, regia di Roberto Andò
  - Nostalgia, regia di Mario Martone
- 2024
  - Io capitano, regia di Matteo Garrone
  - C'è ancora domani, regia di Paola Cortellesi
  - Il sol dell'avvenire, regia di Nanni Moretti
  - La chimera, regia di Alice Rohrwacher
  - Rapito, regia di Marco Bellocchio
- 2025
  - Vermiglio, regia di Maura Delpero
  - Berlinguer - La grande ambizione, regia di Andrea Segre
  - Il tempo che ci vuole, regia di Francesca Comencini
  - L'arte della gioia, regia di Valeria Golino
  - Parthenope, regia di Paolo Sorrentino